# 토털 리턴 스왑

토털 리턴 스왑을 설명하는 다이어그램.

토털 리턴 스왑(영어: Total Return Swap, TRS)은 보장매입자가 기초자산을 보유함에 따라 발생하는 이자, 자본 수익 등 총수익을 보장제공자에게 지급하는 대가로 약정이자를 수취하는 계약을 말한다. CDS다음으로 많이 사용되는 신용파생품으로 보장제공자가 기초자산의 신용 위험 뿐만 아니라 금리 및 환율 변동에 따른 시장위험도 부담하게 되므로 레버리지 효과가 과도하게 나타는 특징을 가지고 있다.

## 같이 보기
- 환매조건부채권
- 용익물권